# Primera Regional de La Rioja 1988-89
La temporada 1988-89 de Primera Regional de La Rioja era el sexto y último nivel de las Ligas de fútbol de España para los clubes de La Rioja, por debajo de la Regional Preferente de La Rioja.

## Sistema de competición
Los 10 equipos en un único grupo, que se enfrentan a doble vuelta, una vez en casa y otra en el campo del equipo rival, todos contra todos.
Los dos primeros clasificados ascienden a Regional Preferente. Dependiendo de las plazas vacantes en la división superior, pueden ascender más de dos equipos.

## Clasificación[1]
| Pos. | Equipo                       | Pts. | PJ | G  | E | P  | GF | GC | Dif. |                                              |
| ---- | ---------------------------- | ---- | -- | -- | - | -- | -- | -- | ---- | -------------------------------------------- |
| 1    | C. D. Cenicero (C, A)        | 32   | 18 | 15 | 2 | 1  | 52 | 12 | +40  | Ascenso a Regional Preferente                |
| 2    | C. D. Calahorra Promesas (A) | 27   | 18 | 11 | 5 | 2  | 62 | 16 | +46  | Ascenso a Regional Preferente                |
| 3    | C. D. Quel                   | 27   | 18 | 12 | 3 | 3  | 41 | 18 | +23  |                                              |
| 4    | C. D. Pradejón               | 21   | 18 | 8  | 5 | 5  | 42 | 21 | +21  |                                              |
| 5    | C. D. Mirandés Promesas      | 21   | 18 | 8  | 5 | 5  | 31 | 26 | +5   |                                              |
| 6    | C. Atlético Riojano          | 19   | 18 | 7  | 5 | 6  | 37 | 26 | +11  |                                              |
| 7    | C. F. Rápid                  | 16   | 18 | 5  | 6 | 7  | 30 | 42 | −12  | El club no compite en la siguiente temporada |
| 8    | C. D. El Cortijo             | 10   | 18 | 5  | 0 | 13 | 18 | 59 | −41  |                                              |
| 9    | Valvanera C. D.              | 5    | 18 | 2  | 1 | 15 | 10 | 50 | −40  | El club no compite en la siguiente temporada |
| 10   | C. D. Torrecilla             | 4    | 18 | 2  | 0 | 16 | 17 | 70 | −53  | El club no compite en la siguiente temporada |

 Fuente: www.futbol-regional.es